# Честерфілд (футбольний клуб)
«Честерфілд» (англ. Chesterfield Football Club) — англійський футбольний клуб з однойменного міста. Заснований 1867 року.

## Досягнення
- Чемпіон Третього дивізіону Футбольної ліги (Північ): 1930/31, 1935/36